# Полонський район
Поло́нський райо́н — колишній район в Україні, на північному сході Хмельницької області. Існував протягом 1923-2020 років і був ліквідований під час адміністративно-територіальної реформи в Україні. Центр — місто Полонне.

## Географія
Площа району становить 0,866 тис. км². Населення — 48,9 тис. мешканців (2007).
У районі 1 міська об'єднана територіальна громада, 1 селищна об'єднана територіальна громада і 6 сільських рад; 1 місто, 1 селище міського типу і 45 сільських населених пунктів. Державну владу в районі здійснює Полонська районна державна адміністрація.
Через район проходить електрифікована залізниця Шепетівка — Бердичів.
Територією району течуть річки Случ (притоки: Деревичка, Смолка) та Хомора (притоки Хомори: Поганка, Скрипівка, Хоморець, Глибочок, Дружня, Лизня) та інші. Загалом водойми займають понад 1,8 тис.га.
Район багатий рослинним та тваринним світом. Загальна площа лісів 16,4 тис. га. В Полонському районі розташований регіональний ландшафтний парк "Мальованка".
Ґрунти представлені вилугуваними чорноземами, в переважній більшості із суглинистим та супіщаним складом. Сільльгоспугідь загалом 62,4 тис.га.
Мінерально-сировинні ресурси представлені сірими гранітами, мігматитами, каолінами, сірими глинами, піском будівельним. Є родовища радонової мінеральної води.

### Кордони
Межує на півночі і сході із Житомирською областю (Баранівський, Романівський і Любарський райони), на півдні зі Старокостянтинівським районом, на заході з Шепетівським районами Хмельницької області.

## Історія
Полонський район виник ще 1 листопада 1923 році, але як сучасна адміністративно-територіальна одиниця Хмельницької області утворений в грудні 1966 року.
Полонне — одне із старовинних міст на Волині. Місто згадується під назвою Полони, Полоний, Полонная, Полонне Велике, Полонне Нове. У Х столітті Полонне, як місто, вже існувало і належало древньоруським князям. Володимир Великий у 996 році приписав його до Десятинної церкви у Києві, як « десяту частину городів своїх». З кінця XII ст. Полонне переходить до Волинського князівства. Далі місто і навколишні землі перебувають у складі Галицько—Волинської держави Данила Галицького. Після 1340 року і втрати української державності Полонщина, як і решта Волинських земель, входить до складу Великого Князівства Литовського.
Наприкінці XV — протягом першої половини XVII ст. Полонне в адміністративно-територіальному відношенні знаходилося у Волинському воєводстві. Згідно з класифікацією міст щодо їхнього статусу, Полонне у XV—XVII століттях дослідники відносять до малих приватновласницьких міст. Довгий час власниками міста була відома українська православна родина князів Острозьких. Полонне функціонує як волосний центр Луцького, а з 80-х років XVI ст. Кременецького повітів. В 60-х роках XVI ст. місту надано Магдебурзьке право, ствердження і дія якого упродовж більше як двох століть досить серйозно позначалася на долі Полонного. В Полонному розвивається цехова система, місто стає одним з розвинутих торгово-ремісничих центрів Волині. Під час Визвольної війни 1648–1664 рр. Полонне було центром Полонської сотні Волинського козацького полку в Українській державі Богдана Хмельницького.
У 1866 році Полонне перетворено у волосний центр Новоград-Волинського повіту Волинської губернії, утвореної в 1797 році. Протягом останньої чверті XIX ст. в період інтенсивного розвитку капіталізму на Полонщині швидко відбуваються прогресивні зміни.
У 1870 році почала діяти фабрика з виробництву паперу в Понінці.
У 1873 році через Полонне прокладено Києво-Брестську залізницю, яка зв'язала місто з багатьма промисловими районами країни.
У 1875 році збудовано чавунно-ливарний завод, а у 1882 — пивоварний.
У 1889 році засновано фабрику «Фарфор і фаянс», а 1895 року ще одне керамічне виробництво.
В 1897 році став до ладу цукровий завод в с. Новоселиці.
В 1889 році почав працювати завод вогнетривкої цегли в с. Буртин.
Працювали столярна і ткацька майстерні, каретна фабрика, два водяні млини, багато вітряних млинів. Промисловість міста носила кустарний характер.
На початку ХХ століття Полонне вже було досить розвинутим містечком на Волині. Тут діяло 30, переважно дрібних підприємств, та близько 60 майстерень. Було понад 200 приватних крамниць, 7 харчевень, 8 заїжджих дворів. Щонеділі збиралися базари.
Сучасна Полонщина — це край з розвинутою промисловістю, агропромисловим комплексом, численними освітніми і культурними закладами, добротними сучасними магазинами.

## Політика
25 травня 2014 року відбулися Президентські вибори України. У межах Полонського району були створені 52 виборчі дільниці. Явка на виборах складала - 66,36% (проголосували 24 451 із 36 846 виборців). Найбільшу кількість голосів отримав Петро Порошенко - 63,63% (15 557 виборців); Юлія Тимошенко - 12,87% (3 146 виборців), Олег Ляшко - 9,85% (2 408 виборців), Анатолій Гриценко - 2,91% (712 виборців). Решта кандидатів набрали меншу кількість голосів. Кількість недійсних або зіпсованих бюлетенів - 1,25%.

## Адміністративний поділ
До 13 серпня 2015 року район поділявся на 1 міську, 1 селищну та 17 сільських рад. З 13 серпня 2015 року адміністративний поділ району виглядає так: 1 міська об'єднана територіальна громада, 1 селищна об'єднана територіальна громада і 6 сільських рад; 1 місто, 1 селище міського типу і 45 сільських населених пунктів. 17 липня 2020  року Полонський район було ліквідовано внаслідок адміністративно-територіальної реформи.

## Економіка
Структура промисловості
- Харчова промисловість та переробка сільгосппродуктів — 37,4%
- Добувна промисловість — 11,2%
- Обробна промисловість — 42,2%
- Поліграфічна промисловість — 9,2%

Структура аграрного комплексу
- Продукція рослинництва — 60%
- Продукція тваринництва — 40%

Основні види продукції
- Папір, картон, нерудні матеріали, фарфоро-фаянсовий посуд, вогнетривкі вироби, вироби з лози, молочні вироби, хлібобулочні вироби, крупи, деревина, будівельні матеріали.

Зовнішньоекономічна діяльність
- Експорт продукції — 5153,42 тис. дол. США (2005)
Імпорт продукції — 508,96 тис. дол. США (2005)

## Культура

### Архітектура, пам'ятки
- Костел св. Анни (1607 р.)
- Оборонні вали фортеці X — XVII ст.
- 57 пам'яток історії, серед яких — будинок, в якому мешкала Леся Українка.

## Персоналії
У Полонському районі народилися:
- Бобрівник Леонід Дем'янович доктор технічних наук, професор;
- Дем'янчук Іван Лук'янович доктор історичних наук, професор;
- Лео Мол (Леонід Молодожанин) канадський скульптор;
- Перец Давидович Маркіш відомий поет мовою їдиш,
- Валентина Анатоліївна Степова Народна артистка України, солістка Національної та Віденської опер.
- Юзьков Леонід Петрович видатний вчений, правознавець, професор, доктор юридичних наук, перший голова Конституційного Суду України;
- Лесик Олександр Володимирович український архітектор, художник, педагог.
- Свінціцький Олександр Миколайович (нар. 14 січня, 1955) — Заслужений журналіст України, член Національної спілки письменників України, поет.

Герої Радянського Союзу:
- Тимощук Василь Іванович,
- Гончаренко Микола Купріянович (* 13.11.1918, Полонне — † 06.11.1943, під Києвом),
- Курачицький Володимир Васильович,
- Півнюк Микола Володимирович (* 05.09.1917, Умань — † 30.10.1976, Понінка),
- Сірик Кузьма Васильович — повний кавалер ордена Слави.

Детальніше дивись статтю Герої Радянського Союзу та кавалери Ордена Слави Хмельницької області.
Герої Соціалістичної праці:
- Галина Федорівна Сікорська,
- Цельора Марія Никифорівна.

## Транспорт
Автомобільні шляхи республіканського значення:
- Біла Церква — Кременець,
- Рівне — Бердичів;

Обласного значення:
- Баранівка — Старокостянтинів.

Шляхів із твердим покриттям: 271.1 км.